# Zagrebački lingvistički krug
Zagrebački lingvistički krug skupina je hrvatskih jezikoslovaca.

## Povijest
Zagrebački lingvistički krug osnovan je 1956. godine. Prvotno je nosio ime Krug mladih slavista. Uskoro ga se nazivalo samo Zagrebački lingvistički krug odnosno Krug. Ovo je bilo okupljalište jezikoslovne misli u Zagrebu. 
Bulcsú László bio je pokretačka snaga ovog kruga i presudno je utjecao na oblik hrvatskoga jezikoslovlja, a drugi osnivač bio je Radoslav Katičić.
Na zagrebačkom su Filozofskom fakultetu bile docirane mladogramatičarske dogme i zablude. To je dodatno motiviralo osnivače na znanstveno profiliranje prvih naraštaja hrvatskih jezikoslovaca koji će promicati nove svjetske pravce i metode u jezikoslovlju, prve naraštaje strukturalista, fonologa i funkcionalista. Te su metode bile Bloomfieldov behaviorizam, Hjelmslevova glosematika, Sapir-Worfova etnolingvistika i druge.
Avangardne su stavove na predavanjima u ovom krugu iznosili budući profesori Stjepan Babić, Milan Moguš, Petar Guberina, Vojmir Vinja, Antica Menac i drugi, a znanja su prenosili poznati hrvatski profesori sa zadarskog sveučilišta Dalibor Brozović, Žarko Muljačić, Radivoj Franciscus Mikuš, kasnije i profesori sa drugih hrvatskih sveučilišta. Uskoro su izlaganja počeli pohoditi i inozemni gosti predavači, koji su prenosili svjetska strujanja u hrvatsko jezikoslovlje.
Početkom 1960-ih suradnici okupljeni oko ovog kruga pokrenuli su jedan od najvažnijih hrvatskih jezikoslovnih časopisa Suvremenu lingvistiku.
Zagrebački lingvistički krug se do dana današnjeg redovito održava utorkom u 19:15 sati, pod jednogodišnjim mandatom mladih novaka. Krug je jedini stalni forum za jezikoslovlje izvan Fakulteta.

## Vanjske poveznice
- Stranica na Facebooku